# Indokitajski polotok
Celinska jugovzhodna Azija, znana tudi kot Indokitajski polotok ali zastarelo Indokina, je celinski del Jugovzhodne Azije. Leži vzhodno od Indijske podceline in južno od celinske Kitajske ter meji na Indijski ocean na zahodu in Tihi ocean na vzhodu. Vključuje države Kambodža, Laos, Mjanmar, Tajsko in Vietnam, včasih je vključena tudi polotoška Malezija.
Izraz Indokina (prvotno Indo-Kitajska) je bil skovan v zgodnjem 19. stoletju, s čimer je poudaril zgodovinski kulturni vpliv indijske in kitajske civilizacije na tem območju. Izraz je bil kasneje sprejet kot ime kolonije Francoska Indokina (današnja Kambodža, Laos in Vietnam). Danes se pogosteje uporablja izraz Celinska jugovzhodna Azija, v nasprotju s pomorsko jugovzhodno Azijo.

## Terminologija
Izvor imena Indokitajska se običajno pripisuje skupaj dansko-francoskemu geografu Conradu Malte-Brunu, ki je to območje leta 1804 označil za indokitajsko, in škotskemu jezikoslovcu Johnu Leydenu, ki je izraz indokitajski uporabil za opisujejo prebivalce območja in njihove jezike leta 1808. Takratna mnenja znanstvenikov o zgodovinskem vplivu Kitajske in Indije na to območje so bila nasprotujoča, izraz pa je bil sam po sebi sporen – sam Malte-Brun je pozneje nasprotoval njegovi uporabi v kasnejši izdaji svoje Univerzalne geografije, saj je trdil, da preveč poudarja kitajski vpliv, in namesto tega predlagal Čin-Indijo. Kljub temu se je Indokitajska že uveljavila in kmalu izpodrinila alternativne izraze, kot sta Zadnja Indija in polotok onkraj Gangesa. Kasneje, ko so Francozi ustanovili kolonijo Francoske Indokine, je uporaba izraza postala bolj omejena na francosko kolonijo in danes se območje običajno imenuje celinska jugovzhodna Azija.

## Geografija
Indokitajski polotok štrli južno od ožje azijske celine. Vsebuje več gorskih verig, ki se raztezajo od Tibetanske planote na severu, kjer dosežejo višino tudi do 7000 m, prepredene z nižinami, ki jih večinoma odmakajo trije veliki rečni sistemi, ki tečejo v smeri sever–jug: Iravadi (odmaka Mjanmar), Čao Praja (na Tajskem) in Mekong (teče skozi severovzhodno Tajsko, Laos, Kambodžo in Vietnam). Na jugu tvori Malajski polotok, na katerem sta južna Tajska in polotok Malezije; slednja se različno obravnava kot del celinske jugovzhodne Azije ali ločeno kot del pomorske jugovzhodne Azije. 
Prav tako ni jasno, ali bi nekatere južne dele Kitajske lahko šteli tudi za celinsko jugovzhodno Azijo, zaradi bližine jugovzhodne azijske geografije in podnebja ter zaradi številnih etničnih skupin, ki se štejejo za jugovzhodnoazijska, kot so Tai, ki tam živijo. Kljub temu se na splošno ne štejejo za del Jugovzhodne Azije.
Podnebje je tropsko monsunsko, v bolj severnih goratih območjih zmerno monsunsko.
Kmetijska območja Indokitajskega polotoka oskrbujejo svetovno tržišče predvsem z rižem, bogati gozdovi pa z lesom za predelavo in plemenitim lesom tikovino.
Druge naravne vire le delno izkoriščajo. Na polotoku so nahajališča kositra, bakra, svinca, cinka, železa, srebra, antimona, mangana, boksita, premoga in nafte.

## Biogeografija
V biogeografiji je indokitajska bioregija glavna regija v indomalajskem kraljestvu in tudi fitogeografska floristična regija v oindomalajskem kraljestvu. Vključuje avtohtono floro in favno vseh zgoraj navedenih držav. Sosednja malezijska regija pokriva pomorske države jugovzhodne Azije in se razteza na indomalajsko in avstralsko kraljestvo.

## Kultura
Celinska jugovzhodna Azija je v nasprotju s pomorsko jugovzhodno Azijo, predvsem zaradi delitve večinoma kopenskega življenjskega sloga v Indokini in morskega življenjskega sloga indonezijskega in filipinskega otočja ter ločnice med Avstroazijsko, Tai–Kadai in kitajsko-tibetanski jeziki (ki se govorijo v celinski jugovzhodni Aziji) in avstronezijski jeziki (ki se govorijo v obmorski jugovzhodni Aziji). Celinski jeziki tvorijo celinsko jezikovno območje jugovzhodne Azije: čeprav pripadajo več neodvisnim jezikovnim družinam, so se skozi zgodovino zbližali in si delijo številne tipološke podobnosti.
Države celinske jugovzhodne Azije so bile v različni meri deležne kulturnega vpliva Indije in Kitajske. Nekatere kulture, kot so kamboške, laoške in tajske, so pod vplivom predvsem Indije z manjšim vplivom Kitajske. Drugi, kot je Vietnam, so pod močnejšim vplivom kitajske kulture z le manjšimi vplivi iz Indije, predvsem prek civilizacije [[Kraljestvo Champa|Champa]g, ki jo je Vietnam osvojil med svojo širitvijo proti jugu. Mjanmar na drugi strani uravnoteži vpliv obeh kultur.
Na splošno je celinska jugovzhodna Azija pretežno budistična z manjšinskim muslimanskim in hindujskim prebivalstvom.